# Serra del Rontonar
La serra del Rontonar (també coneguda com a Rentonar) és una alineació muntanyenca entre La Torre de les Maçanes (l'Alacantí) i Benifallim (l'Alcoià), al País Valencià. S'estén a la part occidental de la serra d'Aitana, tot formant conjunt amb la veïna serra dels Plans. L'altura màxima és al Rontonar, amb 1.252 metres sobre el nivell de la mar, on hi ha el Pou de neu del Rontonar.